# امپراتور موموزونو
امپراتور موموزونو (انگلیسی: Emperor Momozono؛ زاده ۱۴ آوریل ۱۷۴۱ درگذشته ۳۱ اوت ۱۷۶۲) صد و شانزدهمین امپراتور ژاپن دز دوره شوگون‌سالاری توکوگاوا بود.